# 德斯普蘭斯
德斯普蘭斯（英語：Des Plaines，/dɪs ˈpleɪnz/）是一個位於美國伊利諾伊州庫克縣的城市，得名于流过当地的德斯普兰斯河。

## 地理
德斯普蘭斯的座標為42°02′02″N 87°53′59″W / 42.03389°N 87.89972°W，而該地的平均海拔高度為193米（即633英尺）。

## 人口
根據2010年美國人口普查的數據，德斯普蘭斯的面積為37.53平方千米，當中陸地面積為37.15平方千米，而水域面積為0.38平方千米。當地共有人口58364人，而人口密度為每平方千米1,555.13人。